# Красный Лундан
Красный Лундан — посёлок в Зубово-Полянском районе Мордовии России. Входит в состав Уголковского сельского поселения.

## История
Основан в 1929 году переселенцами из села Зубова Поляна. В 1931 году состоял из 16 дворов..

## Население
| 2002 | 2010 |
| ---- | ---- |
| 85   | ↘79  |

Национальный состав
Согласно результатам Всероссийской переписи населения 2002 года, в национальной структуре населения мордва-мокша составляли 77 %.